# Sansevieria pedicellata
Espèce
Classification APG III (2009)
Sansevieria pedicellata, également appelée Dracaena pedicellata, est une espèce de plantes de la famille des Liliaceae et du genre Sansevieria.

## Description

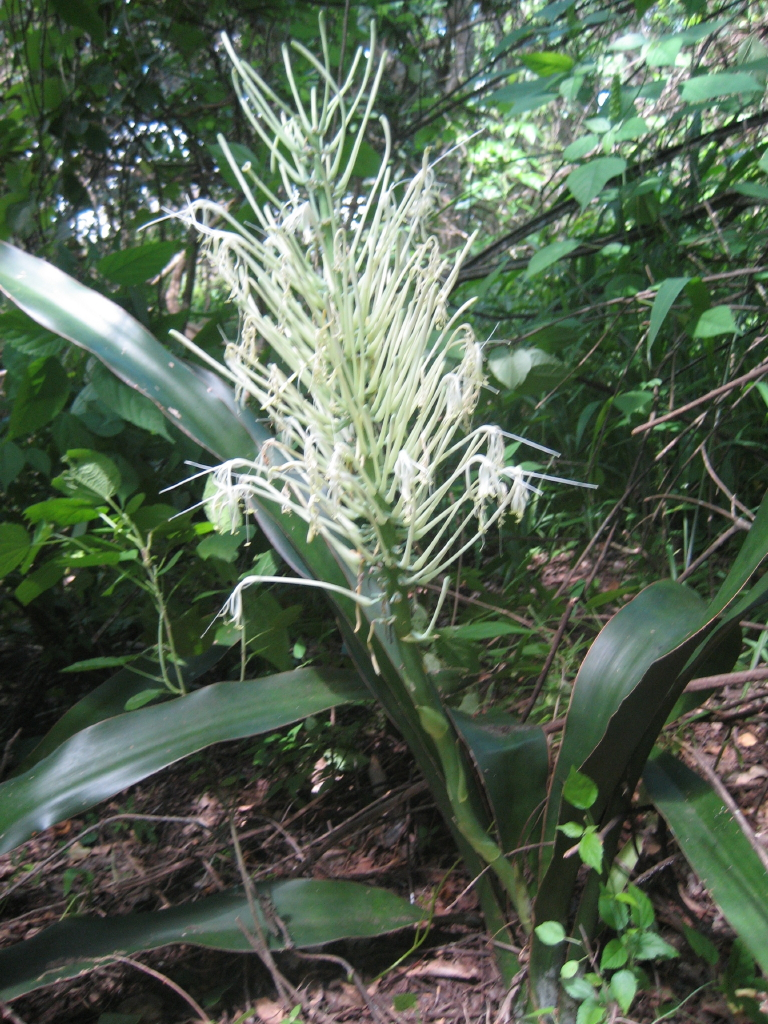
Inflorescence

Plante succulente, Sansevieria pedicellata est une espèce de sansevières à longues feuilles (jusqu'à 72 cm de longueur et 6 cm de largeur), légèrement lancéolées, plates, lisses, et de couleur vert foncé sans striures ou taches (ce qui est rare pour les sansevières) avec des bords blanchâtres marqués par une ligne centrale rougeâtre,. Elles poussent directement depuis son rhyzome, de 70 cm de longueur et de 5 cm de diamètre, sans stipe à leurs bases. Les inflorescences ont des pédoncules de 30 cm, un rachis de 27 cm, et présentent par branche quatre à six fleurs de couleur blanchâtre.
Elle a été identifiée comme espèce à part entière en 2004 par la botaniste britannique Isobyl Florence la Croix.

## Distribution et habitat
L'espèce a été découverte dans la province de Manica au Mozambique et dans les montagnes de Chimanimani du Manicaland au Zimbabwe, zones dont elle semble en être endémique. Elle pousse en groupe dans les zones rocheuses des forêts persistantes, à une altitude allant de 700 à 1 500 m.

## Synonymes
L'espèce présente un synonyme, :
- Dracaena pedicellata (la Croix 2004 ; Byng & Christenh., 2018)